# پیرسون (جورجیا)
پیرسون، جورجیا (به انگلیسی: Pearson, Georgia) یک شهر در ایالات متحده آمریکا با جمعیت ۲٬۱۱۷ نفر است که در جورجیا واقع شده‌است.

## موقعیت جغرافیایی
موقعیت جغرافیایی شهرها و مناطق اطراف به شرح زیر است: